# 丹佛，最后的恐龙
《丹佛，最后的恐龙》（Denver, the Last Dinosaur），1988年美国World Events Productions发行的动画片。

## 剧情
丹佛是机缘巧合从加利福尼亚州某处地下埋藏的恐龙蛋孵出来的恐龙，恰好碰到几个少年，Jeremy, Mario, Shades, Wally, Casey, Heather，少年们教会丹佛滑滑板、玩乐器，并保护他不被贪心的商人发现。